# Lubiewo (gemeente)
De gemeente Lubiewo is een landgemeente in het Poolse woiwodschap Koejavië-Pommeren, in powiat Tucholski.
De zetel van de gemeente is in Lubiewo.
Op 30 juni 2004 telde de gemeente 5651 inwoners.

## Oppervlakte gegevens
In 2002 bedroeg de totale oppervlakte van gemeente Lubiewo 162,8 km², waarvan:
- agrarisch gebied: 49%
- bossen: 41%

De gemeente beslaat 15,14% van de totale oppervlakte van de powiat.

## Demografie
Stand op 30 juni 2004:
| Omschrijving                   | Totaal | Totaal | Vrouwen | Vrouwen | Mannen | Mannen |
| ------------------------------ | ------ | ------ | ------- | ------- | ------ | ------ |
| eenheid                        | aantal | %      | aantal  | %       | aantal | %      |
| inwoners                       | 5651   | 100    | 2763    | 48,9    | 2888   | 51,1   |
| bevolkingsdichtheid (inw./km²) | 34,7   | 34,7   | 17      | 17      | 17,7   | 17,7   |

In 2002 bedroeg het gemiddelde inkomen per inwoner 1458,87 zł.

## Administratieve plaatsen (sołectwo)
Bysław, Bysławek, Cierplewo, Klonowo, Lubiewice, Lubiewo, Minikowo, Płazowo, Sucha, Trutnowo, Wełpin.

## Overige plaatsen
Bruchniewo, Brukniewo, Koźliny, Sokole-Kuźnica, Szumiąca, Teolog, Wandowo, Wielonek, Zamrzenica.

## Aangrenzende gemeenten
Cekcyn, Gostycyn, Koronowo, Świekatowo